# Nathaniel Lyon
Nathaniel Lyon (14 tháng 7 năm 1818 – 10 tháng 8 năm 1861) là sĩ quan cấp tướng đầu tiên của quân Liên bang miền Bắc tử trận trong Nội chiến Hoa Kỳ. Ông là người gây xáo trộn tại tiểu bang Missouri trong thời gian đầu của cuộc nội chiến. Sau khi ông ra lệnh đem tù binh miền Nam diễn hành tại St. Louis, tạo cuộc xung đột "biến cố Camp Jackson", Missouri quyết định theo phe Liên minh miền Nam.
Vài tháng sau, Lyon bị quân miền Nam bắn chết tại trận Wilson's Creek.